# 上田治
上田 治（うえだ おさむ、1907年（明治40年） - 1978年（昭和53年））は、大阪府出身のゴルフ場設計者。元競泳日本代表選手。100m背泳ぎ元日本記録保持者。

## 人物
上田治は、大阪府茨木市に、1907年（明治40年）生まれ、旧制茨木中学校（現・大阪府立茨木高等学校）、旧制松山高等学校（後身校・愛媛大学）を卒業、京都帝国大学農学部に学んだ。旧制茨木中学校時代水泳部で活躍した。100m背泳ぎで3度日本記録を更新し、極東選手権競技大会では1923年（大正12年）から1927年（昭和2年）にかけて100m背泳ぎ3連覇を達成した。
1930年（昭和5年）、「廣野ゴルフ倶楽部」（兵庫県）のコース設計で来日したチャールズ・ヒュー・アリソンは、コース設計図を作成した上で帰国した。上田は、廣野ゴルフ倶楽部の造成工事に加わった、ゴルフは知らなかったが大学で林業や造園学を学んだことを買われ、造成現場で助手として手伝った。上田は、廣野ゴルフ倶楽部が開場した後も、嘱託として残りグリーンキーパーとして働いた。
1936年（昭和11年）、第11回ベルリンオリンピック競技大会で、水泳の審判員として参加、大会終了後は、欧米のゴルフ場を渡り視察した。1940年（昭和15年）から1954年（昭和29年）の間、廣野ゴルフ倶楽部の支配人を務め、大戦中に滑走路や農地になったコースを、アリソンが描いた設計図を見ながら復元した。
後日、上田治にとって、アリソンの元で働いた影響や、スコットランドで得た知識は大きかった。土木建設機械を駆使して土を動かし大地を造り、そこに変化に富んだコースを造り戦略性を高める手法である。一方では、造園技術で日本古来の様式ともいえる借景の手法を取り入れている。
井上誠一は「霞ヶ関カンツリー倶楽部」（埼玉県）で、上田治は「廣野ゴルフ倶楽部」で、アリソン設計のコース造成に加わったことで、コース設計家へと進むきっかけになった。井上と上田は良く比較され、東の井上、西の上田と、作風からは柔の井上、剛の上田とも評される。また、井上はゴルフ用地選びに厳格で、依頼されてもゴルフ場に向かないと思った土地には決して造らなかったが、上田は「難しい用地でも造るのがプロの仕事」と言って引き受けるという対照的な面があった。

## 主な設計コース
- 1934年（昭和9年）
  - 「門司ゴルフ倶楽部・松ヶ江コース」福岡県北九州市
- 1936年（昭和11年）
  - 「信太山ゴルフ倶楽部[5]」大阪府和泉市（1944年（昭和19年）閉鎖[6]）
- 1937年（昭和12年）
  - 「大阪ゴルフクラブ」大阪府岬町
- 1953年（昭和28年）
  - 「古賀ゴルフ・クラブ」福岡県古賀市
- 1955年（昭和30年）
  - 「新東京都民ゴルフ場」（旧・東京都民ゴルフ場）東京都足立区
  - 「ウッドフレンズ森林公園ゴルフ場」（旧・森林公園ゴルフ場）愛知県尾張旭市
  - 「広島カンツリー倶楽部・八本松コース」広島県東広島市
- 1956年（昭和31年）
  - 「下関ゴルフ倶楽部」山口県下関市
- 1957年（昭和32年）
  - 「茅ヶ崎ゴルフ倶楽部」神奈川県茅ヶ崎市
  - 「奈良国際ゴルフ倶楽部」奈良県奈良市
  - 「佐世保カントリー倶楽部」長崎県佐世保市
- 1958年（昭和33年）
  - 「松山ゴルフ倶楽部・川内コース」愛媛県東温市
- 1959年（昭和34年）
  - 「緑ヶ丘カンツリークラブ」愛知県名古屋市
  - 「四日市カンツリー倶楽部」三重県四日市市
  - 「飛鳥カンツリー倶楽部」奈良県奈良市
  - 「若松ゴルフ倶楽部」福岡県北九州市
- 1960年（昭和35年）
  - 「岐阜カンツリー倶楽部」岐阜県各務原市
  - 「茨木国際ゴルフ倶楽部・北コース」大阪府茨木市
  - 「箕面ゴルフ倶楽部」大阪府池田市
  - 「宇部72カントリークラブ・阿知須コース」山口県山口市
- 1961年（昭和36年）
  - 「小野ゴルフ倶楽部」兵庫県小野市
  - 「よみうりゴルフウエストコース」兵庫県西宮市
  - 「小倉カンツリー倶楽部」福岡県北九州市
- 1962年（昭和37年）
  - 「茨城ゴルフ倶楽部」茨城県つくばみらい
  - 「京都ゴルフ倶楽部・舟山コース」京都府京都市
  - 「よみうりカントリークラブ」兵庫県西宮市
- 1963年（昭和38年）
  - 「樽前カントリークラブ・南、中コース」北海道苫小牧市
  - 「長良川カントリー倶楽部」岐阜県岐阜市
  - 「広島カンツリー倶楽部・八本松コース」広島県東広島市
  - 「米子ゴルフ場」鳥取県米子市
  - 「くまもと中央カントリークラブ」熊本県菊池市
  - 「出水ゴルフクラブ」鹿児島県出水市
- 1964年（昭和39年）
  - 「岐阜関カントリー倶楽部」岐阜県関市
  - 「新居浜カントリー倶楽部」愛媛県新居浜市
  - 「小郡カンツリー倶楽部・東コース」福岡県小郡市
  - 「長崎国際ゴルフ倶楽部」長崎県諫早市
  - 「別府扇山ゴルフ倶楽部」大分県別府市
- 1965年（昭和40年）
  - 「札樽ゴルフ倶楽部」北海道小樽市
  - 「宇治カントリークラブ」京都府宇治市
  - 「洲本ゴルフ倶楽部」兵庫県洲本市
- 1966年（昭和41年）
  - 「長岡カントリー倶楽部」新潟県長岡市
  - 「名四カントリークラブ」三重県四日市市
  - 「橋本カントリークラブ」和歌山県橋本市
  - 「武庫ノ台ゴルフコース」兵庫県神戸市
- 1967年（昭和42年）
  - 「奈良万葉カンツリー倶楽部」奈良県奈良市
- 1968年（昭和43年）
  - 「加西インターカントリークラブ」（旧・山陽カンツリー倶楽部）兵庫県加西市
- 1969年（昭和44年）
  - 「近鉄賢島カンツリークラブ」三重県志摩市
  - 「奈良カントリークラブ」奈良県五條市
- 1970年（昭和45年）
  - 「新千葉カントリー倶楽部」千葉県東金市
  - 「大山ゴルフクラブ」鳥取県伯耆町
- 1971年（昭和46年）
  - 「小野東洋ゴルフ倶楽部」兵庫県小野市
- 1972年（昭和47年）
  - 「富士カントリー可児クラブ・可児ゴルフ場」岐阜県可児市
  - 「有馬ロイヤルゴルフクラブ」兵庫県神戸市
- 1973年（昭和48年）
  - 「塩嶺カントリークラブ」長野県塩尻市
  - 「花屋敷ゴルフ倶楽部・よかわコース」兵庫県吉川町
  - 「播州東洋ゴルフ倶楽部」兵庫県加西市
- 1977年（昭和52年）
  - 「こだまゴルフクラブ」埼玉県本庄市

## 上田治の設計図
- 「門司ゴルフ倶楽部・松ヶ江コース」、上田治氏 コース設計図原案、アウト9ホール、3,255ヤード、パー36、1/2,400、1934年（昭和9年）
- 「若松ゴルフ倶楽部」、上田治氏 コース原型図、18ホール、6,700ヤード、パー72、1/3,000

## エピソード
- チャールズ・ヒュー・アリソンの影響と、スコットランドの視察により、グリーンを砲台状の「レダン（土塁）グリーン」と呼ばれるパー3ホールが必ず造られている[7]。
- 土木機械を駆使して大量の土を動かし、丘陵地帯に広大なコースを誕生させる、地形を利用するのが井上誠一なら、地形を造ってしまうのが上田治で、山の多い関西で特に注目を集めた[7]。
- 「グリーンは手のひらをイメージして」、グリーン上のアンジュレーションを説明するとき、よく手のひらを広げて見せた[7]。

## 脚註
1. 1 2 3 4 5 6 7 8 9 10 11 12 13 14  『美しい日本のゴルフコース BEAUTIFUL GOLF CULTURE IN JAPAN 日本のゴルフ110年記念 ゴルフは日本の新しい伝統文化である』、ゴルフダイジェスト社「美しい日本のゴルフコース」編纂委員会編、「重機を駆使して大地を削り、変化を富ませ戦略性を高めた」、東京 ゴルフダイジェスト社、2013年12月、2021年3月1日閲覧
2. ↑  “水泳 第16号”. 日本水泳連盟. (1933年2月27日) 2021年3月2日閲覧。
3. ↑  “水泳 第24号”. 日本水泳連盟. (1934年5月20日) 2021年3月2日閲覧。
4. ↑  運動年鑑 昭和3年度 第8回極東選手権大会（p355-）
5. ↑  「現存していない歴史の古い主なゴルフ場」、GOLF COURSE RANKING CLUB、2021年3月31日閲覧
6. ↑  「阪和電鉄と信太山ゴルフ場」、野良学徒の歴史研究、2021年3月31日閲覧
7. 1 2 3  『美しい日本のゴルフコース BEAUTIFUL GOLF CULTURE IN JAPAN 日本のゴルフ110年記念 ゴルフは日本の新しい伝統文化である』、ゴルフダイジェスト社「美しい日本のゴルフコース」編纂委員会編、「重機を駆使して大地を削り、変化を富ませ戦略性を高めた」、東京 ゴルフダイジェスト社、2013年12月、2021年3月1日閲覧

## 著書
- 『造園技術 設計・施工』、関口鍈太郎編著、「ゴルフ場(上田治) 」、東京 養賢堂、1961年、2021年2月28日閲覧

## 関連文献
- 『近代ゴルフ』、「コース設計者の横顔 三十年の経歴 上田治氏」、東京 自研社、1961年5月、2021年2月28日閲覧
- 『日本のゴルフ100年』、久保田誠一著、「上田治と丸毛信勝」、東京 日本経済新聞社、2004年7月、2021年2月28日閲覧
- 『美しい日本のゴルフコース BEAUTIFUL GOLF CULTURE IN JAPAN 日本のゴルフ110年記念 ゴルフは日本の新しい伝統文化である』、ゴルフダイジェスト社「美しい日本のゴルフコース」編纂委員会編、「重機を駆使して大地を削り、変化を富ませ戦略性を高めた」、東京 ゴルフダイジェスト社、2013年12月、2021年3月1日閲覧